# Agente Bianco
Agente Bianco (inglese: Agent White) è il nome in codice di un erbicida usato come defoliante dall'esercito degli Stati Uniti durante la Guerra del Vietnam, come parte del programma della Guerra erbicida. Il nome deriva dalla striscia bianca dipinta sul barili per identificarne il contenuto. L'Agente Bianco è stato uno dei cosiddetti "erbicidi arcobaleno", tra i quali era presente il più noto Agente Arancio.
L'Agente Bianco è una miscela 4:1 di 2,4-D e Picloram (noto anche come Tordon 101). A differenza del più terribile Agente Arancio, l'Agente Bianco non contiene diossina, che veniva introdotta nel defoliante durante il processo di aggiunta dell'acido 2,4,5-triclorofenossiacetico (2 ,4,5-T). Tuttavia, sembra che il Picloram fosse contaminato con esaclorobenzene (HCB) e nitrosamine, un noto cancerogeno. Intorno al 1985, la Dow Chemical è stata costretta a ri-certificare il Picloram dopo aver fortemente ridotto la quantità di entrambe le sostanze contaminanti.